# Japão nos Jogos Olímpicos de Verão de 1968
O Japão competiu nos Jogos Olímpicos de Verão de 1968, realizados em Cidade do México, México.